# Aeropuerto de Split
El Aeropuerto de Split (en croata: Zračna luka Split/Kaštela) (IATA: SPU, OACI: LDSP) es un aeropuerto situado en la ciudad de Split, en Croacia. Es uno de los principales aeropuertos de Croacia, junto al de Zagreb y al de Dubrovnik. Sirve de hub a la compañía Croatia Airlines, que ofrece vuelos a ciudades europeas como: Londres, Ámsterdam, Fráncfort del Meno, Roma y París.

## Aerolíneas y destinos

Mapa que muestra la ubicación de los Aeropuertos de Croacia.

| Aerolíneas                                        | Destinos |
| ------------------------------------------------- | --- |
| Austrian Airlines                                 | Estacional: Viena |
| British Airways                                   | Estacional: Ciudad de Londres |
| Condor                                            | Estacional: Fráncfort |
| Croatia Airlines                                  | Dubrovnik, Fráncfort, Múnich, Roma-Fiumicino, Zágreb Estacional: Ámsterdam, Belgrado, Hamburgo, Dússeldorf, Londres-Gatwick, Londres-Heathrow, Lyon, París-Charles de Gaulle, Viena, Zúrich |
| DanubeWings                                       | Estacional: Bratislava |
| easyJet                                           | Estacional: Bristol, Londres-Gatwick, Londres-Stansted |
| easyJet Europe                                    | Estacional: Ámsterdam, Berlín-Schönefeld, Ginebra, Milán-Malpensa, París-Charles de Gaulle, Roma-Fiumicino                                                                                  |
| easyJet Switzerland                               | Estacional: Basilea/Mulhouse, Ginebra |
| ITA Airways                                       | Estacional: Roma-Fiumicino |
| Jet2.com                                          | Estacional: Mánchester, Newcastle upon Tyne |
| Lufthansa Regional operado por Lufthansa CityLine | Estacional: Fráncfort, Múnich |
| Norwegian Air Shuttle                             | Estacional: Bergen, Copenhague, Helsinki, Oslo-Gardermoen, Stavanger, Stockholm-Arlanda, Trondheim                                                                                          |
| Scandinavian Airlines                             | Estacional: Gotemburgo-Landvetter, Oslo-Gardermoen, Estocolmo-Arlanda |
| Vueling Airlines                                  | Barcelona |
| Wizz Air                                          | Estacional: Londres-Luton, Varsovia |

## Tráfico de pasajeros

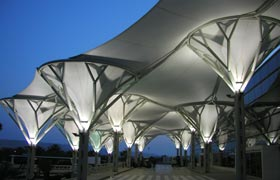
Entrada al aeropuerto

Ver fuente y consulta Wikidata.